# Eubotes
Eubotes (en llatí Eubotas, en grec antic Εὐβώτας) va ser un esportista grec nascut a Cirene que va viure al segle iv aC. Va obtenir una victòria a les curses amb carros als Jocs Olímpics celebrats l'any 364 aC, a la 104 Olimpíada.
Pausànies parla de dues victòries d'aquest atleta però no queda clar si les havia obtingudes en la mateixa Olimpíada o en Olimpíades diferents, aquesta amb carro i una altra a la cursa a peu. Diu que va guanyar el premi de la cursa a peu a la 93a Olimpíada l'any 408 aC, però no queda clar de si és el mateix Eubotes o un personatge diferent.
Xenofont menciona un Eubotes que va guanyar una cursa de velocitat a l'Estadi a la 93a Olimpíada (408 aC). Diodor de Sicília parla d'un Eubatos (Εὔβατος) com a vencedor en aquelles Olimpíades.
Eubotes va tenir una relació amb la famosa cortesana (hetera) Lais la Bella, a la que havia promès portar-la amb ell a Cirene si obtenia la victòria als Jocs Olímpics, l'any 364 aC. Però quan va guanyar va complir a la seva manera la paraula donada, ja que va marxar cap a Cirene amb un retrat d'ella, segons diu Claudi Elià.
Pausànies també diu que un oracle l'havia avisat de la seva victòria a Olímpia, i que havia encarregat les estàtues commemoratives molt abans de la victòria. Al guanyar, les va oferir. Els habitants d'Elis deien que aquelles Olimpíades no van ser legítimes perquè les havien organitzat els arcadis.